# Utva Kobac
Utva Kobac ("Skobec") je enomotorni turbopropelerski trenažer/lahki jurišnik, ki ga trenutno razvija Utva. Uporabljal se bo za šolanje pilotov, akrobatsko letenje, izvidništvo in podporo kopenskih silam. 
Poganjal ga bo kanadski Pratt & Whitney Canada PT6A ali pa ruski Ivčenko-Progress AI-450C-2.

## Specifikacije (Kobac prototip)
Splošne značilnosti
- Posadka: 2, pilot in inštruktor
- Teža praznega letala: 1.325 kg (2.921 lb)
- Bruto teža: 1.700 kg (3.748 lb)
- Pogon letala: 1 × Pratt & Whitney Canada PT6A-62 turboprop, 857 kW (1.149 hp)omejen na 708 kW (950 KM)

Zmogljivost
- Maks. hitrost: 555 km/h (345 mph; 300 kn)
- Potovalna hitrost: 500 km/h (311 mph; 270 kn) na višini 7620 m (25000 ft)
- Hitrost pri porušitvi vzgona: 143 km/h (89 mph; 77 kn) brez zakrilc in neizvlačenim podovozjem, 128 km/h (69 vozlov) s spuščenimi zakrilci in izvlečenim podvozjem
- Doseg: 1.537 km (955 mi; 830 nmi)
- Višina leta: 11.580 m (37.992 ft)
- g-omejitev: + 6,0 g/-3,0 g
- Hitrost vzpenjanja: 20,8 m/s (4.090 ft/min)
- Vzletna razdalja za prelet 15 metrske ovire: 296 m
- Pristajalna razdalja s 15 metrske ovire: 510 m